# Bic Camera

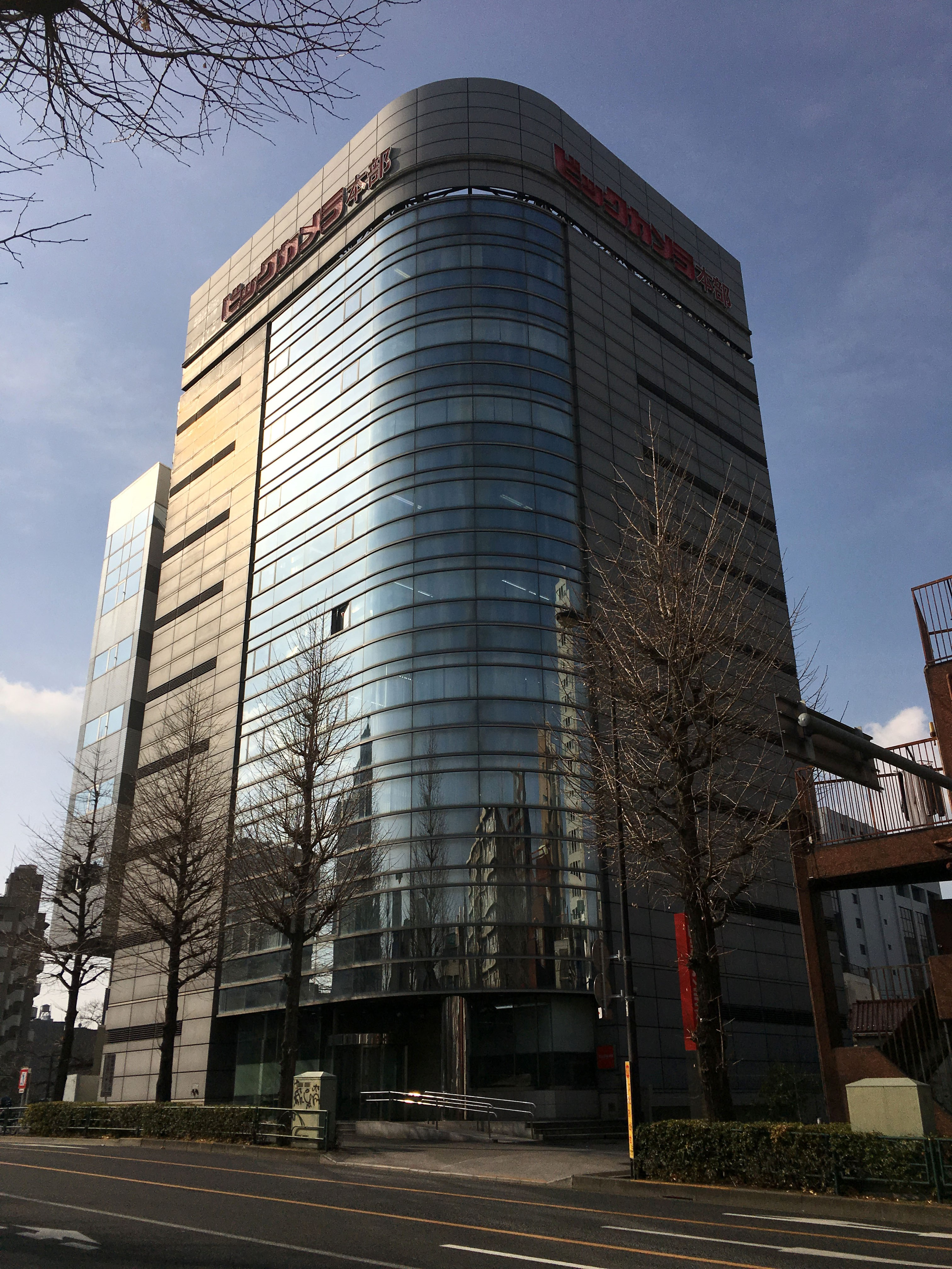
BIC CAMERA总部

Bic Camera（日語：ビックカメラ），正式商標寫為「BIC CAMERA」，是日本一家連鎖家電量販店企業。BIC CAMERA在1968年創業於群馬縣高崎市，1978年开始在東京都开店，现在總店位於東京都豐島區池袋。BIC CAMERA是日本家電量販店業界的第二大企業，Kojima和Sofmap是其子公司。